# Atari Flashback 3
Der Atari Flashback 3 ist eine von AtGames entwickelte und von Atari vertriebene Spielekonsole, die 60 vorinstallierte Atari-2600-Spiele beinhaltet. Die Spielkonsole wurde 2011 veröffentlicht und das Gehäuse ähnelt dem des Atari Flashback 2. Im Paket mit der Konsole werden zwei Joysticks mitgeliefert. Der Zentralprozessor ist ein ARM-Prozessor. Wie oft der Flashback 3 verkauft wurde, ist unbekannt.

## Spiele
Vorinstallierte Spiele (Auswahl):
- 3D Tic-Tac-Toe
- Asteroids
- Canyon Bomber
- Combat
- Combat 2
- Desert Falcon
- Fatal Run
- Golf
- Maze Craze
- Sky Driver
- Super Breakout
- Video Pinball
- Yars’ Revenge

Die vollständige Liste bietet archive.org.